# Zajčje zaporedje
Zájčje zaporédje je v matematiki dvojiško zaporedje, ki izhaja iz domnevnega razmnoževanja zajčje populacije. Prvi člen zaporedja je po dogovoru enak 0. Za zaporedje velja enočlena operacija:
{\displaystyle a^{\star }:{\mathbb {Z} }\to {\mathbb {Z} }\quad a^{\star }:(0,1)\mapsto (1,10)\!\,.}
- Drugi člen je 1.
- Tretji člen je 10.
- Četrti člen je 101: {\displaystyle 1\mapsto 10\;\land 0\mapsto 1\Rightarrow 101\;.}
- Peti člen je 10110...

Če se zaporedje pretvori v desetiški sistem, se dobi celoštevilsko zaporedje (OEIS A005203):
0, 1, 2, 5, 22, 181, 5814, 1488565, 12194330294, 25573364166211253, ...,
ki se ga lahko določi rekurzivno:
{\displaystyle a(n)=a(n-1)2^{F_{n-1}}+a(n-2)\!\,,}
kjer je a(0)=1, a(1)=1 in Fn n-to Fibonaccijevo število.
Dvojiško število, ki predstavlja zaporedje, zapisano z 'mejnim členom' v obliki dvojiškega ulomka 0,1011010110110 ... (neskončna Fibonaccijeva beseda), se, zapisano desetiško, imenuje zajčja konstanta R = 0,709803...